# North Cray
North Cray est une zone anglaise située au sud-est de Londres, dans le borough londonien de Bexley.